# فريدي غريساليس
فريدي إندورلي غريساليس (بالإسبانية: Freddy Grisales) (مواليد 22 سبتمبر 1975 في ميديلين) لاعب كرة قدم كولومبي دولي معتزل كان يجيد اللعب في خط الوسط .

## مسيرته الكروية
لعب فريدي غريساليس خلال مسيرته الاحترافية مع 9 أندية في تسعة عشر موسمًا وسجل خلالها 43 هدفًا ضمن 365 مباراة. ولم يفز بأي موسم بالكأس وفاز في موسم واحد بالدوري.
خاض فريدي غريساليس مسيرته مع نادي أتلتيكو ناسيونال في موسم 1996–97 في المرة الأولى ولمدة موسمين ثم في موسم 1999 ليلعب معه ستة مواسم، مشاركًا طوالها في 194 مباراة سجل خلالها 22 هدفًا. ثم انتقل إلى نادي سان لورينزو في موسم 1999–00 لمدة موسم واحد، حيث شارك في 9 مباريات ولم يسجل أي هدف. لينتقل بعدها إلى نادي أتليتيكو كولون في موسم 2004–05 في المرة الأولى لمدة موسم واحد ثم في موسم 2006–07 ولمدة موسمين، مشاركًا طوالها في 66 مباراة سجل خلالها 9 أهداف. ثم انتقل إلى نادي برشلونة ما بين عامي 2005 و2006 لمدة موسم واحد، مشاركًا في 17 مباراة سجل خلالها 4 أهداف. هذا وانتقل لاحقًا إلى نادي إنديبندينتي ميديلين ما بين عامي 2006 و2007 لمدة موسم واحد، مشاركًا في 11 مباراة سجل خلالها 3 أهداف. ثم انتقل بعدها إلى نادي إنديبندينتي في موسم 2007–08 ولمدة موسمين، مشاركًا في 13 مباراة ولم يسجل أي هدف. ليعود وينتقل من جديد، لكن هذه المرة إلى نادي أتلتيكو جونيور ما بين عامي 2009 و2010 لمدة موسم واحد، مشاركًا في 15 مباراة سجل خلالها هدفًا واحدًا. لينتقل بعدها إلى نادي ديبورتيفو بيريرا ما بين عامي 2011 و2012 لمدة موسم واحد، مشاركًا في 23 مباراة ولم يسجل أي هدف.

## روابط خارجية
- فريدي غريساليس على موقع الاتحاد الدولي (مؤرشف)  (الإنجليزية)
- فريدي غريساليس على موقع قاعدة بيانات كرة القدم.إي يو (الإنجليزية)
- فريدي غريساليس على موقع ناشيونال فوتبول تيمز (الإنجليزية)
- فريدي غريساليس على موقع Soccerway.com (الإنجليزية)